# Химик (футбольный клуб, Светлогорск)
«Химик» Светлогорск — белорусский футбольный клуб из города Светлогорск. Основан в 1971 году под названием «Бумажник». С 1972 года принимал участие в чемпионате БССР. После распада СССР и до своего расформирования неизменно выступал в первой лиге чемпионата Беларуси.

## История
Создан в 1971 году под названием «Бумажник» Светлогорск. В 1971 году команда «Бумажник» была включена во 2 лигу и заняла 4 место среди 12 команд. С 1972 года команда неизменно выступала в первенстве республики и, как правило, занимала место в середине турнирной таблицы. В 1985 и 1988 годах светлогорские футболисты участия в чемпионате БССР не принимали. С 1992 года «Химик» стал постоянным участником национальных чемпионатов Республики Беларусь. Вплоть до сезона-2020 команда выступала в первой лиге, являясь единственным клубом, который никогда не менял ранг.
В 2019 году "Химик" стал фигурантом объемного коррупционного дела по организации договорных матчей. Пятеро футболистов клуба были дисквалифицированы на длительные сроки и оштрафованы на крупные суммы, а Валерий Белявский получил запрет на профессию (пожизненную дисквалификацию). Сезон-2020 "Химик" начал с пассивом в 9 очков.
В июне 2020 года прокуратура Гомельской области предложила рассмотреть вопрос о целесообразности функционирования "Химика". "За период с 2017 года по настоящее время Спортивный клуб не показал значимых достижений. В 2019 году правоохранительные органы выявили факты подкупа членов его команды, которые участвовали в матчах Чемпионата Республики Беларусь по футболу среди команд первой лиги" - говорилось в сообщении.
Сезон-2020 команда завершила на последнем месте в первой лиге. С учетом штрафа она набрала всего одно очко. В переходных матчах "Химик" встретился с командой "Молодечно-2018". Матч в Светлогорске завершился со счетом 0:0, а в Молодечно "Химик" уверенно победил со счетом 4:0, сохранив место в первой лиге. Несмотря на это, команда прекратила существование.

## Прежние названия
- «Бумажник» Светлогорск 1971—1972, 1986—1987
- «Строитель» Светлогорск 1973
- «Буровик» Светлогорск 1974—1975
- «Химик» Светлогорск 1976—1985, 1988—1996, с 2000 года
- «Коммунальник» Светлогорск 1997—2000

## Стадион
Клуб проводит матчи в Светлогорске на стадионе «Химик», вместимость стадиона — 2500 сидячих мест, оборудован индивидуальными пластиковыми сидениями жёлто-зелёного и сине-оранжевого цветов.
Тренировки проводит на стадионе «Химик» и «Бумажник».
Товарищеские матчи проводит (очень редко) на стадионе «Труд». Чаще всего играют с командами из городов Осиповичи, Жлобин и Гомель.

## Достижения
Серебряный призёр чемпионата Беларуси (Первая Лига) — 2008 г.
Бронзовый призёр чемпионата Беларуси (Первая Лига) — 1996, 2006 гг.
Лучшее достижение в Кубке Беларуси — 1/4 финала (2001/02, 2005/06, 2007/08)

## Рекордсмены клуба
- Наибольшее количество матчей за клуб — Павел Шелухин (346 игр)
- Наибольшее количество голов за клуб — Владимир Кравчук (90 голов)
- Наибольшее количество голов за сезон — Владимир Кравчук (23 гола в сезоне 1992/1993)

## Статистика выступлений
| Сезон     | Лига                      | М  | Игр. | В  | Н  | П     | Голы    | О    | кубок |
| --------- | ------------------------- | -- | ---- | -- | -- | ----- | ------- | ---- | ----- |
| 1992      | Первая лига Беларуси (Д2) | 9  | 15   | 4  | 7  | 4     | 15 − 18 | 15   | 1/16  |
| 1992/1993 | Первая лига Беларуси (Д2) | 4  | 30   | 15 | 4  | 11    | 54 − 36 | 34   | 1/16  |
| 1993/1994 | Первая лига Беларуси (Д2) | 9  | 28   | 10 | 3  | 15    | 38 − 46 | 23   | -     |
| 1994/1995 | Первая лига Беларуси (Д2) | 30 | 12   | 4  | 14 | 31-48 | 28      | 1/16 |       |
| 1995      | Первая лига Беларуси (Д2) | 8  | 14   | 5  | 2  | 7     | 19 − 17 | 17   | 1/8   |
| 1996      | Первая лига Беларуси (Д2) | 3  | 24   | 12 | 7  | 5     | 31 − 19 | 43   | 1/16  |
| 1997      | Первая лига Беларуси (Д2) | 7  | 30   | 13 | 6  | 11    | 43 − 42 | 45   | 1/16  |
| 1998      | Первая лига Беларуси (Д2) | 9  | 30   | 9  | 11 | 10    | 41 − 27 | 38   | 1/8   |
| 1999      | Первая лига Беларуси (Д2) | 4  | 30   | 16 | 8  | 6     | 45 − 31 | 56   | -     |
| 2000      | Первая лига Беларуси (Д2) | 14 | 30   | 9  | 9  | 12    | 40 − 43 | 36   | 1/16  |
| 2001      | Первая лига Беларуси (Д2) | 4  | 28   | 17 | 6  | 5     | 56 − 24 | 57   | 1/4   |
| 2002      | Первая лига Беларуси (Д2) | 13 | 30   | 8  | 6  | 16    | 27 − 46 | 30   | 1/16  |
| 2003      | Первая лига Беларуси (Д2) | 7  | 30   | 13 | 7  | 10    | 42 − 39 | 46   | 1/8   |
| 2004      | Первая лига Беларуси (Д2) | 9  | 30   | 9  | 13 | 8     | 19 − 18 | 40   | 1/16  |
| 2005      | Первая лига Беларуси (Д2) | 7  | 30   | 14 | 3  | 13    | 42 − 34 | 45   | 1/4   |
| 2006      | Первая лига Беларуси (Д2) | 3  | 26   | 14 | 7  | 5     | 48 − 30 | 49   | 1/16  |
| 2007      | Первая лига Беларуси (Д2) | 5  | 26   | 12 | 8  | 6     | 46 − 31 | 44   | 1/16  |
| 2008      | Первая лига Беларуси (Д2) | 2  | 26   | 18 | 3  | 5     | 42 − 23 | 57   | 1/16  |
| 2009      | Первая лига Беларуси (Д2) | 7  | 26   | 9  | 9  | 8     | 34 − 28 | 36   | 1/32  |
| 2010      | Первая лига Беларуси (Д2) | 8  | 30   | 10 | 7  | 13    | 37 − 44 | 37   | 1/16  |
| 2011      | Первая лига Беларуси (Д2) | 14 | 30   | 10 | 2  | 18    | 32 − 48 | 32   | 1/16  |
| 2012      | Первая лига Беларуси (Д2) | 13 | 28   | 5  | 9  | 14    | 29 − 52 | 24   | 1/16  |
| 2013      | Первая лига Беларуси (Д2) | 10 | 30   | 11 | 8  | 11    | 37 − 36 | 41   | 1/32  |
| 2014      | Первая лига Беларуси (Д2) | 8  | 30   | 12 | 7  | 11    | 34 − 36 | 43   | 1/16  |
| 2015      | Первая лига Беларуси (Д2) | 12 | 30   | 9  | 7  | 14    | 42 − 50 | 34   | 1/16  |
| 2016      | Первая лига Беларуси (Д2) | 12 | 26   | 6  | 5  | 15    | 26 − 49 | 23   | 1/16  |
| 2017      | Первая лига Беларуси (Д2) | 9  | 30   | 9  | 10 | 11    | 35 − 42 | 37   | 1/32  |
| 2018      | Первая лига Беларуси (Д2) | 9  | 28   | 9  | 5  | 14    | 32 − 40 | 32   | 1/32  |
| 2019      | Первая лига Беларуси (Д2) | 11 | 28   | 7  | 5  | 16    | 26 − 59 | 26   | 1/32  |